# Frâncești-Coasta
Frâncești-Coasta – wieś w Rumunii, w okręgu Vâlcea, w gminie Muereasca. W 2011 roku liczyła 203 mieszkańców.